# André Breton
André Breton (Tinchebray, 19 februari 1896 – Parijs, 28 september 1966) was een Frans schrijver, dichter en essayist. Hij wordt vooral gerekend tot het surrealisme.

## Typering
Breton wordt vanwege zijn Manifest van het Surrealisme gezien als de theoreticus en grondlegger bij uitstek van het surrealisme (de "paus van het surrealisme"). Voordien was hij al betrokken geweest bij Dada. Van 1927 tot 1935 was hij, evenals vele andere surrealisten, lid van de Franse Communistische Partij. Breton was vooral dichter en verdediger van de poëzie, maar werd toch inzonderheid bekend vanwege een roman, Nadja (1928).
Het Manifest van het Surrealisme (Frans: Manifeste du Surréalisme), dat hij in 1924 publiceerde, was de vrucht van vijf jaar systematische proefnemingen, hoofdzakelijk op het gebied van het automatisch schrijven (dat rechtstreeks uit het onbewuste zou moeten voortkomen), maar ook op dat van de hypnotische slaap. Het beslissend aandeel dat hij sindsdien in de beweging had, hield evenzeer verband met zijn streven de innerlijke samenhang van het surrealisme te behouden als met het streven direct in voeling te blijven met het gebeuren.
Reeds in 1925 bepleitte hij het bestaansrecht van een surrealistische schilderkunst. In 1938 verwelkomde hij het binnentreden in deze schilderkunst van het 'absoluut automatisme'. In 1941 legde hij de nadruk op het eigen karakter van dat automatisme binnen de vormgevende activiteiten van het surrealisme.
Breton aanvaardde het befaamde credo van Jacques Lacan, omdat hij de waanzin als enige grens aanvaardde om de vrijheid te beperken:
"Et l’être de l’homme non seulement, ne peut être compris sans folie, mais il ne serait pas l’être de l’homme s’il ne portait en lui la folie comme limite de sa liberté".
("Niet alleen kan het wezen van de mens niet begrepen worden zonder de waanzin, maar dat wezen wordt evenzeer gekenmerkt door de waanzin als limiet van zijn vrijheid").
Vandaar L’amour fou, die voor de surrealisten de wilde, onbeperkte en irrationele liefde was. Het was een van de stokpaardjes van het surrealisme.
Breton was voor de definitie van zijn begrip van vrijheid ook beïnvloed door het werk van de romantische filosoof Friedrich Schelling.
André Breton overleed op zeventigjarige leeftijd.

## Nederlandse vertalingen
- 1973 - Nadja, roman (vertaald door Laurens Vancrevel en Renée de Jong-Belinfante)
- 1981 - Oorlogsbrieven (aan Jacques Vaché) (vertaald door Hans van Pinxteren)
- 1985 - Het surrealistisch kaartspel van Marseille (tekst met kaartspel in doos)
- 2002 - Magnetische velden (met Philippe Soupault) (vertaald door Jan Pieter van der Sterre)
- 2010 - Onbevlekte ontvangenis (met Paul Éluard) (vertaald door Theo Festen)

## Citaten
- De schoonheid zal krampachtig zijn, of zij zal niet zijn (uit Nadja)
- De tijd plaagt ons, want alles komt op zijn tijd (in de woorden van Nadja)
- Ik zoek het goud van de tijd  (tevens epitaaf)
- Ik ben het, doe open!
- Vrijheid, kleur van de mens
- Watervlam, neem mij mee naar de vuurzee
- Wat ik heb, wat ik niet heb..., ik geef het u
- Avida Dollars (anagram op Salvador Dali)
- Aan het hondehok de godskrijsers
- Laten we alle kerken vernietigen – te beginnen met de mooiste
- Wie niet minstens eenmaal in zijn leven daartoe de lust bespeurde, loopt zelf met de pens op schothoogte (over de acte gratuit)